# Podgora, Gorenja vas-Poljane
Podgora este o localitate din comuna Gorenja vas - Poljane, Slovenia, cu o populație de 158 de locuitori.